# Chausson au sérac
Les chaussons au sérac (Ziegerkrapfen en allemand) sont des chaussons en forme de diamant farcis avec du sérac sucré (fromage de lactosérum), et faits à partir de différentes pâtes de farine de blé telles que pâte, pâte feuilletée ou pâte à levure.
Les chaussons au sérac sont une spécialité pendant le temps du carnaval en Suisse, mais produits toute l'année en Suisse centrale, en Suisse orientale et dans le canton de Zurich. Le point culminant du chausson au sérac est à la kermesse en automne et au carnaval en hiver.